# Paul Carrack
Paul Melvyn Carrack, né le 22 avril 1951 à Sheffield, est un chanteur, auteur-compositeur et multi-instrumentiste anglais. Il a été membre de plusieurs groupes dont Ace, Squeeze, Mike + The Mechanics, et Roxy Music. Il a également accompagné en studio et en tournée d'autres artistes comme Nick Lowe, Roger Waters  et rencontré le succès dans sa carrière solo.

## Discographie

### Albums studio
- 1980 - Nightbird
- 1982 - Suburban Voodoo
- 1987 - One Good Reason
- 1989 - Groove Approved
- 1995 - Blue Views
- 1997 - Beautiful World
- 2000 - Satisfy My Soul
- 2001 - Groovin'
- 2003 - It Ain't Over
- 2005 - Winter Wonderland (Paul Carrack & The SWR Big Band) (a.k.a. A Soulful Christmas)
- 2007 - Old, New, Borrowed and Blue
- 2008 - I Know That Name
- 2010 - A Different Hat (Paul Carrack With The Royal Philharmonic Orchestra)
- 2012 - Good Feeling
- 2013 - Rain or Shine
- 2016 - Soul Shadows
- 2018 - These Days
- 2021 - One On One

### Compilations
- 1994 - Twenty-One Good Reasons: The Paul Carrack Collection
- 2006 - Greatest Hits: The Story So Far...
- 2012 - Collected
- 2014 - The Best of Paul Carrack
- 2020 - Love Songs